# جيمس هيل (سياسي)
جيمس هيل (بالإنجليزية: James Hill)‏ هو سياسي بريطاني (وحمل سابقاً جنسية المملكة المتحدة لبريطانيا العظمى وأيرلندا)، ولد في 2 سبتمبر 1899 في المملكة المتحدة، وتوفي في 22 ديسمبر 1966 بإدنبرة في المملكة المتحدة. حزبياً، نشط في حزب العمال. في الانتخابات العامة في المملكة المتحدة 1959 ‏، انتخب عضو البرلمان الثاني والأربعون للمملكة المتحدة ‏ عن دائرة ميدلوذيان (8 أكتوبر 1959 – 25 سبتمبر 1964) وفي الانتخابات العامة في المملكة المتحدة 1964 ‏، انتخب عضو البرلمان الثالث والأربعون للمملكة المتحدة عن دائرة ميدلوذيان (15 أكتوبر 1964 – 10 مارس 1966).